# Guido Schumacher
Guido Schumacher, (* 14. prosince 1965 v Remscheidu, Německo) je bývalý německý zápasník – judista.

## Sportovní kariéra
S judem začal v 8 letech v rodném Remscheidu. Vrcholově se judu věnoval ve Wolfsburgu. Do seniorské reprezentace Německa se prosadil v roce 1987 v pololehké váze, do které však složitě shazoval. Patřil k nepříjemným takticky bojujícím judistům. V roce 1988 startoval na olympijských hrách v Soulu a vypadl v prvním kole potom co podcenil paže mladého Bulhara Kostadinova. V roce 1990 získal před domácím publikem titul mistra Evropy v lehké váze, ale po znovusjednocení Německa se nedokázal v nabité reprezentaci prosadit.

## Výsledky
| Turnaj             | 1983           | 1984           | 1985           | 1986           | 1987           | 1988           | 1989  | 1990  |
| Turnaj             | 18             | 19             | 20             | 21             | 22             | 23             | 24    | 25    |
| Turnaj             | pololehká váha | pololehká váha | pololehká váha | pololehká váha | pololehká váha | pololehká váha | lehká | lehká |
| ------------------ | -------------- | -------------- | -------------- | -------------- | -------------- | -------------- | ----- | ----- |
| Olympijské hry     |                | —              |                |                |                | úč.            |       |       |
| Mistrovství světa  | —              |                | —              |                | úč.            |                | —     |       |
| Mistrovství Evropy | —              | —              | —              | —              | ?              | 2.             | úč.   | 1.    |
| MS juniorů         | 5.             |                |                |                |                |                |       |       |
| ME juniorů         | 3.             | 7.             | —              |                |                |                |       |       |